# Чурсина, Людмила Алексеевна
Людми́ла Алексе́евна Чурсина́ (род. 20 июля 1941, Сталинабад, Таджикская ССР, СССР) — советская и российская актриса; народная артистка СССР (1981), лауреат Государственной премии РСФСР имени братьев Васильевых (1970).

## Биография
Родилась 20 июля 1941 года в медсанбате под деревней Груздово, куда её мама попала во время родов, покидая город Великие Луки в ходе наступления немецко-фашистских войск в начале Великой Отечественной войны. На следующий день после родов, мама с новорождённой дочерью отправились в эвакуацию в Сталинабад. По дороге беженцы попали под бомбёжку немецкой авиации, во время которой Людмила пропала. Когда авианалёты прекратились, мать услышала на разгромленном картофельном поле детский плач чудом выжившей дочери. Лишь после прибытия в Сталинабад, факт рождения Людмилы Чурсиной официально зарегистрировали. Отец — Алексей Фёдорович Чурсин, кадровый военный; мать — Геновефа Ивановна, медицинский работник. Родители прожили вместе шестьдесят один год.
После войны семья Чурсиных воссоединилась лишь в 1946 году. Потом отца отправили служить в Тбилиси. В этом же городе Людмила пошла учиться в школу, и прожила с семьёй последующие семь лет. Затем, два года прожила в Батуми; некоторое время — на Камчатке, Чукотке, и наконец, вернулась в Великие Луки.
В детстве мечтала стать балериной. Во время учёбы в выпускных классах, стала уже задумываться о выборе других профессий. Людмила Чурсина рассказывала:
Я любила предметы серьёзные, собиралась или самолёты строить, или на мостике корабля стоять — мечтала о чём-то крупном. Сама была длинная, нескладная, по моему ощущению — некрасивая, даже стыдилась смотреться в зеркало. Однажды попробовала сыграть в школьном драмкружке какую-то роль — напутала текст…
По окончании средней школы с золотой медалью и детской музыкальной школы в Великих Луках, в 1959 году уехала поступать в Московский авиационный институт (МАИ). Впрочем, неожиданно для себя самой, перед экзаменами в МАИ «за компанию с подругой» решила попытаться поступить в один из вузов Москвы: ВГИК, ГИТИС. Подругу не приняли ни в один из этих вузов, а Людмила в итоге поступила в ВТУ имени Б. В. Щукина.
Будучи студенткой, дебютировала в кино, исполнив роль Зои в фильме «Когда деревья были большими» (1961).
В 1963 году с красным дипломом окончила вуз (курс Леонида Шихматова). С этого же года стала актрисой Государственного академического театра имени Е. Б. Вахтангова, проработав в нём несколько лет.
С 1965 года — актриса киностудии «Ленфильм».
В 1970 году вступила в КПСС.
С 1974 по 1984 годы — актриса Ленинградского театра драмы имени А. С. Пушкина.
С 1984 года по настоящее время — актриса Центрального академического театра Советской армии (ЦАТСА) (ныне — Центральный академический театр Российской армии (ЦАТРА)).
Как приглашённая актриса принимала участие в спектаклях Великолукского драматического театра — «Макбет» (2008) и «Тайны Шинонского замка» (2012).
Член Союза кинематографистов Российской Федерации, Российской академии кинематографических искусств, Национальной академии кинематографических искусств и наук России.
За долгие годы творческой деятельности сыграла более ста ролей в фильмах и телесериалах.

### Семья
Первый муж (в браке прожили семнадцать лет) — Владимир Фетин (1925—1981), кинорежиссёр; заслуженный деятель искусств РСФСР (1975).
Второй муж (в браке прожили два года) — Владимир За́литис, океанолог.
Третий муж (в браке прожили четыре года) — Игорь Андропов (1941—2006), дипломат.
Детей нет.

## Общественная позиция
В 1973 году подпись Чурсиной (по её словам, без её ведома) появилась под письмом советских кинематографистов против «недостойного поведения А. Д. Сахарова, пытающегося опорочить государственный строй, внутреннюю и внешнюю политику Советского Союза».
В марте 2014 года поддержала аннексию Крыма; подписала письмо президенту России Владимиру Путину в поддержку аннексии. 24 мая 2017 года сведения о Людмиле Чурсиной были внесены в базу данных украинского сайта «Миротворец», раскрывающего персональные данные людей, за «незаконное пересечение государственной границы Украины» и «отрицание российской агрессии, участие в пропагандистских мероприятиях на территории оккупированного Россией Крыма». В сентябре 2017 года Министерство культуры Украины, на основании обращения Службы безопасности Украины, добавило актрису в список лиц, «создающих угрозу национальной безопасности Украины», запретив ей тем самым въезд на территорию Украины.
В 2022 году поддержала вторжение России на Украину.

## Творчество

### Участие и роли в театральных спектаклях
Государственный академический театр имени Е. Б. Вахтангова
- «Новые знакомые» Е. Р. Симонова — официантка Настя
- «Ричард III» У. Шекспира — леди Анна

Ленинградский государственный академический театр драмы имени А. С. Пушкина
- «Дети солнца» М. Горького — Лиза Протасова
- «Иванов» А. П. Чехова — Саша Лебедева
- «Веранда в лесу» И. М. Дворецкого — Лида

Центральный академический театр Российской армии (ЦАТРА)
- «Идиот» по Ф. М. Достоевскому — Настасья Филипповна
- «Макбет» У. Шекспира — леди Макбет
- «Маскарад» М. Ю. Лермонтова — баронесса Штраль
- «Павел I» Д. С. Мережковского — Мария Фёдоровна
- «Боже, храни короля!» У. С. Моэма — Ив
- «Антигона» Софокла — Пифия
- «Прощальный свет» П. И. Павловского — Эрнестина Тютчева
- «Рядовые» А. А. Дударева
- «Ленинградец» А. М. Червинского
- «Дуэт для солистки» Т. Кемпински — Стефани Абрахамс[27]
- «Элинор и её мужчины» по пьесе Дж. Голдмена «Лев зимой» — Элинор
- «Игра на клавишах души» по пьесе Н. Харатишвили «Лив Штайн» — Лив
- «Та, которую не ждут» по пьесе А. Касоны «Утренняя фея»
- «Этот безумец Платонов» А. П. Чехова — Войницева[28]
- «Два билета в Милан» по пьсе Дж. ДиПьетро — Кэрол Рэйнольдс[29]
- «Осенняя история» по пьесе А. Николаи «Железный класс (осенняя история)» — Амбра

Антрепризы
- «Императрица» Е. А. Греминой, режиссёр О. Глубокова — Екатерина Великая[1][30]
- «Идеальный муж» О. Уайльда, режиссёр П. Сафонов — леди Маркби[1][31]
- «Супруги Каренины» по Л. Н. Толстому, режиссёр П. Тихомиров — Анна Каренина[32]

### Фильмография
- 1961 — Две жизни — швея[уточнить]
- 1961 — Когда деревья были большими — Зоя
- 1962 — На семи ветрах — Настя, военная медсестра
- 1963 — Утренние поезда — Тоня
- 1964 — Донская повесть — Дарья
- 1965 — Погоня — рабочая на строительстве шоссе (эпизод)
- 1965 — Год как жизнь — Ильза
- 1966 — Два билета на дневной сеанс — Инка-эстонка
- 1967 — Весна на Одере — Таня
- 1967 — Туманность Андромеды — Лума Ласви, врач на звездолёте «Тантра»
- 1968 — Виринея — Виринея
- 1968 — Журавушка — Марфа
- 1968 — По Руси — Рязанка
- 1968 — Угрюм-река — Анфиса
- 1968 — Щит и меч (серия № 1, «Без права быть собой») — фрейлен-ефрейтор
- 1969 — Адъютант его превосходительства — Оксана
- 1970 — Любовь Яровая — Любовь Яровая
- 1970 — Олеся — Олеся
- 1971 — Шутите? (новелла «Вандербуль бежит за горизонт») — актриса
- 1971 — Гойя, или Тяжкий путь познания — Пепа
- 1972 — На углу Арбата и улицы Бубулинас — Ксения
- 1972 — Приваловские миллионы — Зося
- 1972 — Схватка — Ханна
- 1973 — Открытая книга — Татьяна Власенкова
- 1974 — Обещание счастья — Даша / Ольга Андреевна Башилова / Елена Петровна
- 1976 — Сказ про то, как царь Пётр арапа женил — Екатерина I (эпизод)
- 1976 — Дневник Карлоса Эспинолы — настоятельница католического монашеского ордена
- 1977 — Собственное мнение — Ольга
- 1977 — И это всё о нём — Анна
- 1977 — Личное счастье — Анастасия Михайловна Дорошина
- 1979 — Гонка с преследованием — Клавдия Чекменёва, жена Степана
- 1980 — Братья Рико — Джулия Рико
- 1981 — На Гранатовых островах — Катлен
- 1981 — Помнить или забыть — Нина Янсон
- 1981 — Факты минувшего дня — Ксения
- 1981 — Долгая дорога в дюнах — Екатерина
- 1982 — Шапка Мономаха — директор школы
- 1982 — Бой на перекрёстке — мать Юнны
- 1983 — Демидовы — Екатерина I
- 1983 — Ювелирное дело — Зоя Семёновна Малинина / Татьяна Семёновна Малинина
- 1985 — Русь изначальная — Анея
- 1986 — Досье человека в «Мерседесе» — Светлана
- 1987 — Следствие ведут ЗнаТоКи. Дело № 20 «Бумеранг» — Былова
- 1990 — Любовь немолодого человека — Ирина Дмитриевна Синельникова, жена Владимира
- 1990 — Убийство свидетеля — Анна Григорьевна Светова, любовница Евгения Крайникова
- 1991 — Графиня — Нина, графиня
- 1991 — Дело Сухово-Кобылина — Мария Ивановна Сухово-Кобылина, мать Александра Сухово-Кобылина
- 1991 — Умирать не страшно — Ирина
- 1992 — 1994 — Горячев и другие — Зинаида Васильевна Горячева
- 1993 — Кодекс бесчестия — мать Сергея Реброва
- 1994 — Хаги-Траггер — Наталия Михайловна, жена генерала милиции Антона Дмитриевича
- 2000 — Чёрная комната (киноальманах; фильм № 5, «Состояние аффекта»)
- 2002 — Тайная сила — Катерина Степановна
- 2003 — Другая жизнь — мать Кати
- 2004 — Потерявшие солнце — Екатерина Васильевна Солитянская, мать Кеши Солитянского
- 2004 — Место под солнцем — мать Кати Орловой
- 2004 — Надежда уходит последней — Лидия Михайловна
- 2005 — Двое у ёлки, не считая собаки — Люся, жена хозяина
- 2005 — Подлинная история поручика Ржевского — бабушка
- 2005 — Рысак — комиссар
- 2006 — Рассмешить Бога — София Григорьевна
- 2006 — Вакцина — Тамара
- 2006 — Погоня за ангелом — Мария Павловна
- 2007 — Держи меня крепче — Виктория Святославовна
- 2007 — Дом на Английской набережной — Анна
- 2007 — Застава — мать Латникова
- 2007 — Срочно в номер (фильм № 7, «Чёрные дыры») — Красовская
- 2007 — Юбилей — Анна Сергеевна
- 2008 — Мой муж — гений — Кора (в возрасте), жена Льва Давидовича Ландау
- 2008 — Почтальон — Надежда Никитична, сестра Анастасии Никитичны Морозовой
- 2008 — Райские яблочки — Мария Васильевна, учительница
- 2008 — Хочу ребёнка — Лариса Петровна, мать Валерии
- 2008 — 2010 — Маргоша — Ирина Михайловна Калугина
- 2009 — Бабушка Ада — Ада, мать Таис, бабушка Али
- 2009 — Ловушка — Алоиза
- 2009 — Осенние цветы — Полина
- 2009 — Две стороны одной Анны — Валентина Ивановна
- 2009 — Райские яблочки. Жизнь продолжается — Мария Васильевна, учительница
- 2009 — Щенок — бабушка Валеры
- 2010 — Дыши со мной — Нина
- 2011 — Карамель — бабушка Андрея Морозова
- 2011 — Костоправ (серия № 6, «Процесс») — Анна Андреевна
- 2011 — Олимпийская деревня — соседка
- 2011 — Поединки (фильм № 10, «Две жизни полковника Рыбкиной») — Зоя Ивановна Воскресенская-Рыбкина
- 2011 — Ералаш (№ 261, сюжет «А вот в наше время») — интеллигентная старушка
- 2012 — Закрытая школа 4 — Теодора Раубер
- 2012 — Дыши со мной 2 — Нина
- 2012 — Интерны — Марина Александровна, мать Анастасии Кисегач
- 2012 — И отцы, и дети — Ирина Павловна
- 2012 — 2013 — Как выйти замуж за миллионера — Серафима Георгиевна
- 2012 — Охота на гауляйтера — Помазан в 1970-е годы
- 2012 — Преступление по наследству — Люся
- 2012 — Синдром дракона — Инна Исаева
- 2013 — 2018 — Два отца и два сына (серия № 57) — мать Инги
- 2013 — 7 главных желаний — фея
- 2013 — До смерти красива — Алиса Ланская, модельер
- 2013 — Людмила — Алла Дмитриевна
- 2015 — Иерей-Сан. Исповедь самурая — Бородина
- 2015 — Орлова и Александров — Евгения Николаевна
- 2016 — Коготь из Мавритании 2 — Анубис
- 2016 — Чистое искусство — Наталья Николаевна
- 2017 — 2019 — Чисто московские убийства — Екатерина
- 2018 — Купель дьявола — Агнесса Львовна
- 2018 — Так не бывает — Регина Ивановна
- 2018 — Чужая кровь — бабушка Зины
- 2019 — Призраки Замоскворечья — Тамара Васильевна
- 2019 — Детектив на миллион — Инна Эдуардовна
- 2019 — Счастье — это… (часть № 2, новелла «Родная») — Дементьева
- 2021 — Анатомия убийства 4 (фильм № 1, «Смерть в стиле винтаж») — Агнесса

### Телеспектакли
- 1970 — Прощай, оружие! — Кэтрин
- 1985 — Такой странный вечер в узком семейном кругу — Дина Александровна
- 1987 — Белые розы, розовые слоны… — Молли Иган
- 2009 — Ханума[источник не указан 692 дня]
- 2012 — Та, которую не ждут — Странница

### Озвучивание
- 1957 — Лифт на эшафот — Флоранс (роль Ж. Моро)
- 1968 — Брат доктора Гомера — Ана (роль З. Крстулович)
- 1968 — За поворотом — поворот — Вия (роль М. Сержане)
- 1972 — Сойти на берег — Рээт (роль Л. Сяялик)
- 1977 — Обмен
- 1980 — Зеркало треснуло — Марина (роль Э. Тэйлор)
- 1983 — В. И. Ленин. Страницы жизни (документальный) — текст за кадром
- 2005 — Ты сын и ужас мой (документальный) — Анна Ахматова

## Награды и звания
Государственные награды:
- Народная артистка РСФСР (1969) — за заслуги в области советской кинематографии[15][33]
- Народная артистка СССР (1981) — за большие заслуги в развитии советского киноискусства[13][1][12][34]
- Государственная премия РСФСР имени братьев Васильевых (1970) — за исполнение ролей Виринеи (фильм «Виринея», 1968), Марфы (фильм «Журавушка», 1968) и Анфисы (фильм «Угрюм-река», 1968)[15][1][12]
- орден Дружбы народов (1989) — за заслуги в укреплении культурных связей с Республикой Афганистан[1][35]
- орден «За заслуги перед Отечеством» IV степени (23 марта 2000) — за большие заслуги в развитии театрального искусства[36][1]
- орден Почёта (20 июля 2011) — за заслуги в развитии театрального искусства и многолетнюю творческую деятельность[37][1]
- Премия Министерства обороны Российской Федерации в области культуры и искусства в номинации «Театральное искусство» (2017)[38]
- орден «За заслуги перед Отечеством» III степени (5 июня 2021) — за заслуги в развитии отечественной культуры и искусства, многолетнюю плодотворную деятельность[39][1]
- Медаль «Ветеран труда»[источник не указан 693 дня]
- Медаль «В память 850-летия Москвы»[источник не указан 693 дня]

Другие награды, премии, поощрения и общественное признание:
- орден «Дружба народов» (Афганистан)[источник не указан 693 дня]
- Премия КГБ СССР — за роль в фильме «Досье на человека в „Мерседесе“» (1986)[15]
- Лучшая актриса 1969 года по результатам опроса читателей журнала «Советский экран»[1][15]
- Приз лучшей актрисе на XVII МКФ в Сан-Себастьяне (Испания, 1969) — за роль в фильме «Журавушка» (1968)[1][15]
- орден имени М. В. Ломоносова (2005)[15]
- Приз XII МКФ «Бригантина» (Бердянск, 2009) — за исполнение главной женской роли в телефильме «Осенние цветы» (2009)[15][40]
- «Фигаро» (2012) — за служение русскому репертуарному театру[41]
- Царскосельская художественная премия (2016) — за легендарный путь в театре и кино[42]
- Диплом III Международного театрального фестиваля «Перекрёсток» (Друскининкай, Литва, 2017) — за высокое служение театру (спектакль «Супруги Каренины» по Л. Н. Толстому; режиссёр П. Тихомиров)[источник не указан 693 дня]
- Диплом имени народной артистки РСФСР Л. А. Лозицкой (2019) — за сохранение русской классики на отечественной сцене[источник не указан 693 дня]
- Приз губернатора Ленинградской области на XXV Российском кинофестивале «Литература и кино» (Гатчина, 2019) — за выдающийся вклад в отечественный кинематограф[43]
- Почётный приз ХI фестиваля «Дубль дв@» (2020) — за выдающийся вклад в киноискусство[44]